# Pont-de-Buis-lès-Quimerch
Pont-de-Buis-lès-Quimerch (en bretó Pont-ar-Veuzenn-Kimerc'h) és un municipi francès, situat a la regió de Bretanya, al departament de Finisterre. L'any 2006 tenia 3.665 habitants.

## Demografia
| 1962                                       | 1968  | 1975  | 1982  | 1990  | 1999  |
| ------------------------------------------ | ----- | ----- | ----- | ----- | ----- |
| 3.060                                      | 3.999 | 3.916 | 3.710 | 3.373 | 3.385 |
| Des de 1962: població sense dobles comptes |       |       |       |       |       |

## Administració
| Període | Identitat      | Partit |
| ------- | -------------- | ------ |
| 2008-   | Roger Mellouët |        |

## Personatges il·lustres
- Paol Keineg, escriptor i nacionalista bretó.